# Bess Houdini
Wilhelmina Beatrice "Bess" Houdini (de soltera Rahner; Brooklyn, Nueva York 23 de enero de 1876-Needles, Estados Unidos 11 de febrero de 1943) fue una maga y actriz de teatro estadounidense. Estuvo casada con Harry Houdini con quien formó pareja en el escenario bajo el nombre de The Houdinis.

## Biografía

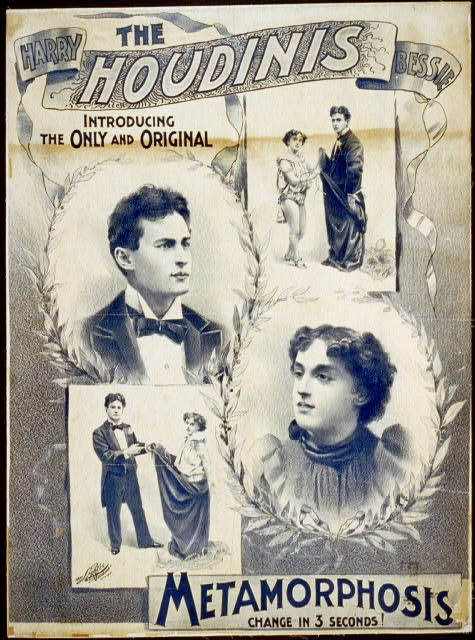
Cartel de 1895 de los Houdinis

Wilhelmina Beatrice Rahner era hija de los inmigrantes alemanes Gebhard Rahner (ebanista) y Balbina Rahner (de soltera Bugel).
Bess trabajaba en Coney Island en un número de canto y baile llamado The Floral Sisters cuando conoció a los hermanos Houdini, Theo (también conocido como Teodoro Hardeen) y Harry, con quien se casó el 22 de junio de 1894. La pareja trabajó como The Houdinis durante varios años antes de que Harry triunfara como The Handcuff King. Pero ambos continuaron realizando ocasionalmente Metamorphosis, su truco estrella a lo largo de su carrera. Bess cuidaba su colección de mascotas, coleccionaba muñecas y confeccionaba los trajes para el espectáculo nocturno  de Houdini.

## Espiritismo
Tras la muerte de Houdini el 31 de octubre de 1926, Bess abrió una casa de té en Nueva York y durante un periodo breve realizó un número de vodevil en el que congelaba a un hombre en hielo.Después se trasladó a Inwood, Manhattan, donde intentaría ponerse en contacto con Harry durante sesiones espiritistas, a través de un código que solo Harry y Bessie conocían, para asegurarse de que el médium espiritual no fuera un fraude. El código era: "Rosabelle – responde – cuenta – reza, responde – mira – cuenta – responde, responde – cuenta”. El anillo de bodas de Bess llevaba la inscripción "Rosabelle", el nombre de la canción que cantaba en su actuación cuando se conocieron. Las demás  palabras corresponden a un código ortográfico secreto utilizado para pasar información entre un mago y su asistente durante un número de mentalismo. Cada palabra o par de palabras equivale a una letra. Por ejemplo, la palabra "responde" representaba la letra "B". "Responde, responde" representaba la letra "V". Por lo tanto, la frase secreta de los Houdinis deletreaba la palabra "Creer".
En la década de 1930 se trasladó a Hollywood para trabajar y promover la memoria de Harry Houdini, junto con su mánager y socio Edward Saint. En Halloween de 1936, Bess y Saint realizaron una "Sesión espiritista final de Houdini" en la azotea del Hotel Knickerbocker de Hollywood. Al final de la fallida sesión, junto a una fotografía de Houdini, ella apagó la vela que según se decía había estado encendida durante diez años. En 1943 declaró "diez años es tiempo suficiente para esperar a cualquier hombre".
Después de la sesión de 1936, Bess pidió a Walter B. Gibson —escritor de la serie de misterio The Shadow, amigo, confidente, publicista y negro de Houdini—, que continuara con los homenajes anuales. Él los llevó a cabo durante muchos años en la Magic Towne House de Nueva York con personajes tan notables como el biógrafo de Houdini, Milbourne Christopher. Antes de morir, Gibson transmitió la tradicióna Dorothy Dietrich. 
Bess Houdini murió de un ataque cardiaco, el 11 de febrero de 1943, mientras se encontraba en Needles, California, a bordo de un tren que viajaba de Los Ángeles a Nueva York. Tenía 67 años. Su familia no permitió que fuera enterrada junto a su marido en el cementerio de Machpelah en Queens, Nueva York, ya que ella había crecido como católica y él era judío. En su lugar, la enterraron  en el cementerio Gate of Heaven en Hawthorne, Nueva York.

## Houdini en la cultura popular

### Cine
Bess Houdini se representó a sí misma en la película Religious Racketeers (también conocida como Mystic Circle Murder ) dirigida por Frank O'Connor en 1938, y producida por Fanchon Royer. En la película, expresa su creencia de que la comunicación con los muertos es imposible. La película suscitó polémica entre los espiritistas, pero fue elogiada por los magos. Alpha Video la lanzó en video en 2006.
Bess ha sido interpretada en películas por Janet Leigh (Houdini, 1953), Sally Struthers (The Great Houdini, 1976), Stacy Edwards (Houdini, 1998) y Kristen Connolly (Houdini, 2014). En el escenario, ha sido representada por Judith Bruce (Man of Magic, 1966), Viviane Thomas (Houdini – A Circus Opera, 1979), Kim Lores (The Great Houdini, 1999) y Evanna Lynch (Houdini, 2013) .

### Música
La canción de Kate Bush "Houdini" de su álbum de 1982 The Dreaming trata sobre la historia de Bess Houdini y sus intentos de comunicarse con su difunto marido Harry.
The Black Parade, de My Chemical Romance se inspiró en la sesión realizada por Houdini para contactar con su marido muerto.
El álbum musical / audiolibro d'Illusion: The Houdini Musical de Bálint Varga y Lia Barcellona Tamborra, de 2020, describe la relación de Harry y Bess como parte de la trama. Ella es interpretada por Quiana Holmes.